# Ponmakya Corona
La Ponmakya Corona è una struttura geologica della superficie di Venere.